# Бобровічкі
Бобровічкі (пол. Bobrowiczki) — село в Польщі, у гміні Славно Славенського повіту Західнопоморського воєводства.
Населення — 414 осіб (2011).
У 1975-1998 роках село належало до Слупського воєводства.

## Демографія
Демографічна структура станом на 31 березня 2011 року:
|          | Загалом | Допрацездатний вік | Працездатний вік | Постпрацездатний вік |
| -------- | ------- | ------------------ | ---------------- | -------------------- |
| Чоловіки | 217     | 44                 | 162              | 11                   |
| Жінки    | 197     | 43                 | 122              | 32                   |
| Разом    | 414     | 87                 | 284              | 43                   |